# Mohlsdorf
Mohlsdorf  ist ein Ortsteil der Landgemeinde Mohlsdorf-Teichwolframsdorf im Osten des thüringischen Landkreises Greiz.

## Geographie

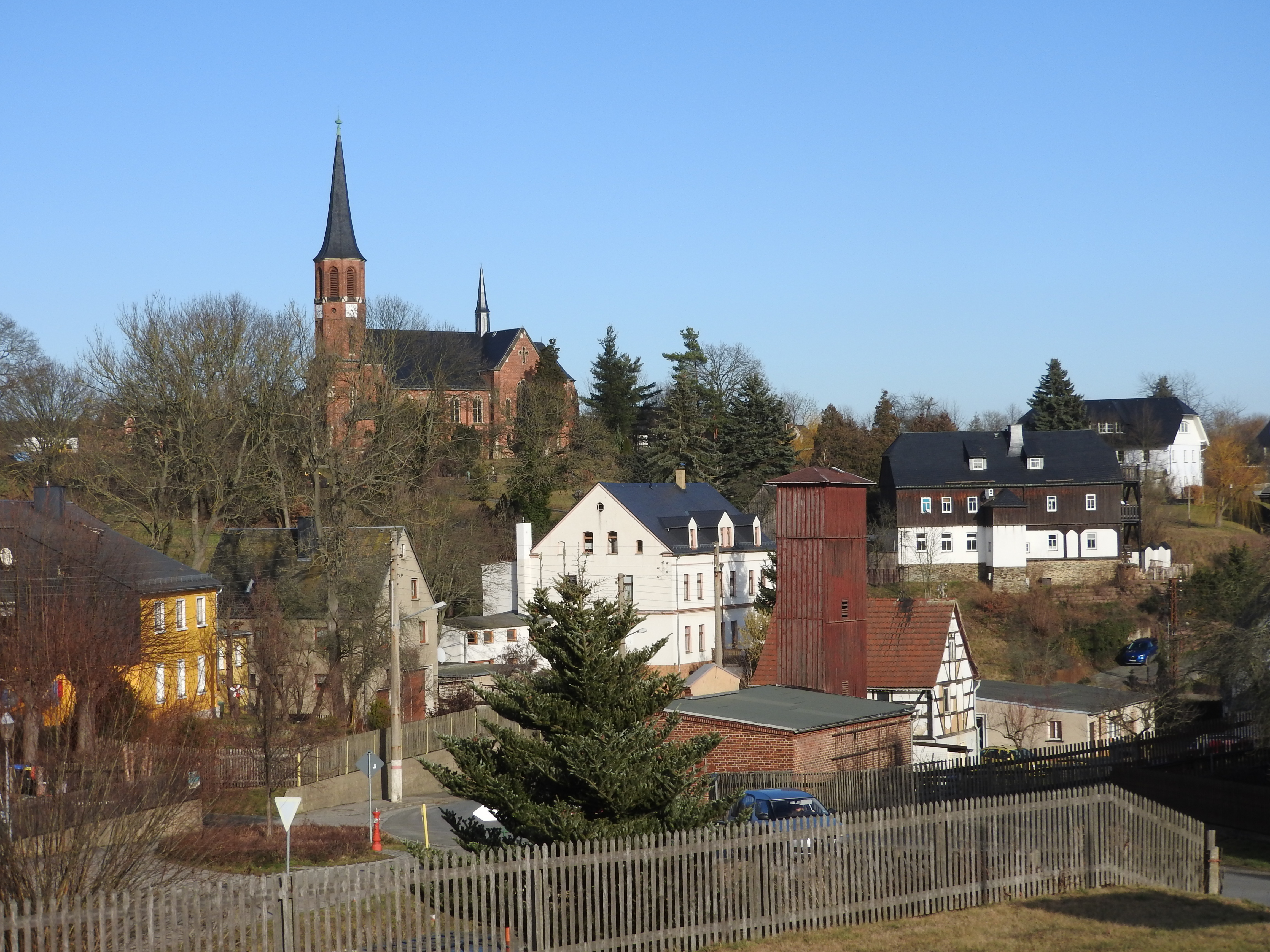
Blick auf den Ort

Der Ort grenzt im Norden an den Greizer und den Werdauer Wald. Vor ihrer Auflösung bestand die Gemeinde aus den Ortsteilen Gottesgrün, Herrmannsgrün, Kahmer, Mohlsdorf, Reudnitz und Waldhaus.

## Geschichte
Am 21. Oktober 1865 erhielt Mohlsdorf Anschluss an die Eisenbahnstrecke von Greiz nach Neumark. 
Zum 1. Oktober 1922 schlossen sich im Rahmen der Thüringer Gebietsreform die Gemeinden Herrmannsgrün, Mohlsdorf und Reudnitz zu einer Gemeinde Herrmannsgrün zusammen, die wenig später in Mohlsdorf umbenannt worden ist. Reudnitz schied bereits 1924 wieder aus.
1994 wurden Gottesgrün, Kahmer und Reudnitz nach Mohlsdorf eingemeindet. Am 1. Januar 2012 schlossen sich Mohlsdorf und Teichwolframsdorf zu Mohlsdorf-Teichwolframsdorf zusammen.

### Einwohnerentwicklung

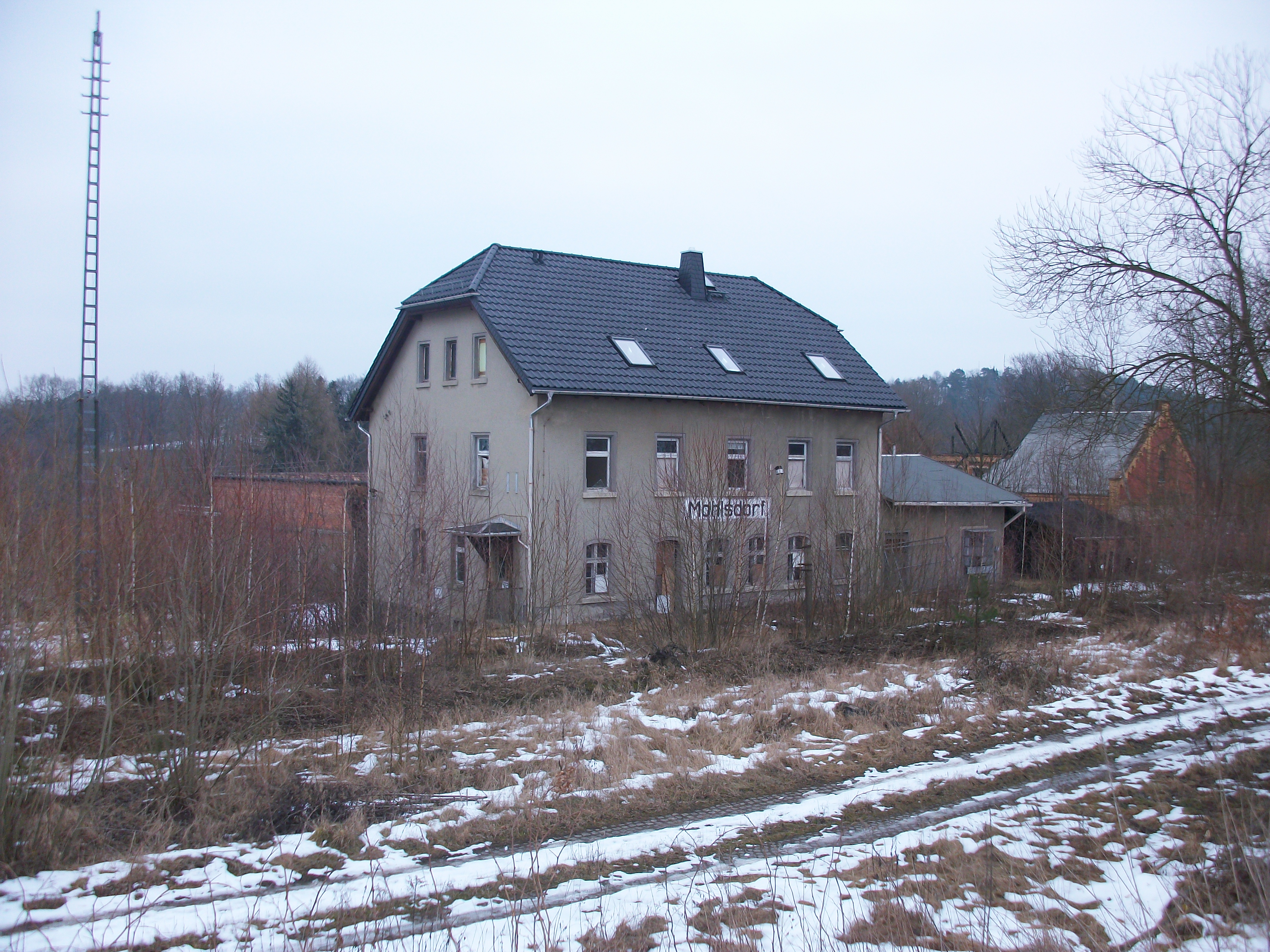
Empfangsgebäude Bahnhof Mohlsdorf (2017)

Entwicklung der Einwohnerzahl:
| - 1994 - 3013 - 1995 - 3060 - 1996 - 3138 - 1997 - 3137 - 1998 - 3204 - 1999 - 3176 | - 2000 - 3160 - 2001 - 3151 - 2002 - 3131 - 2003 - 3090 - 2004 - 3060 - 2005 - 3025 | - 2006 - 2983 - 2007 - 2921 - 2008 - 2888 - 2009 - 2844 - 2010 - 2812 |

 Datenquelle: ab 1994 Thüringer Landesamt für Statistik – Werte vom 31. Dezember

## Verkehr
Am 1. Juni 1997 wurde der Personenzugverkehr auf der Kursbuchstrecke (KBS) 543 Greiz–Neumark eingestellt. Am 28. Januar 1999 genehmigte das Eisenbahn-Bundesamt die Stilllegung der Strecke. Damit hatte Mohlsdorf nach nahezu 134 Jahren seinen Anschluss an das Eisenbahnnetz verloren.
Die Buslinie 18 der Personen- und Reiseverkehrs GmbH Greiz bedient mehrere Haltestellen in Mohlsdorf, Reudnitz, Gottesgrün und Kahmer. Sie verbindet die Orte im Stundentakt mit Greiz und bietet Anschluss an die Züge nach Gera.

## Sehenswürdigkeiten
- Osterbrunnen und Osterpyramide in der Woche vor und nach Ostern, Station des Osterpfads Vogtland[5]

## Persönlichkeiten
- Otto Kästner (Boxer) (1909–2002), Amateurboxer